# Hontalbilla
Hontalbilla er en by og kommune i det centrale Spanien i provinsen Segovia. Den har et indbyggertal på 299 (2024) indbyggere.